# Craig Bellamy
Craig Douglas Bellamy (Cardiff, Gales, 13 de julio de 1979) es un exfutbolista y entrenador galés. Actualmente, dirige a la selección de Gales.

## Carrera como jugador

### Inicios
Criado en las categorías inferiores del Norwich City, Bellamy debutó en el primer equipo ante el Crystal Palace el 15 de marzo de 1997. En la temporada siguiente, se convirtió en titular indiscutido y disputó 38 partidos donde marcó trece goles.En la campaña 1998-99, marcó 17 goles en 38 encuentros. Posteriormente, sufrió una lesión grave en la rodilla, durante un partido amistoso con el Southend United, que lo mantuvo alejado de los terrenos de juego hasta abril de 2000.
En la temporada 2000-01, fue fichado por el Coventry City, quien pagó una suma de £6,5 millones para hacerse de sus servicios.Sin embargo, no tuvo una buena etapa ya que el club terminó descendiendo de la Premier League y tan solo pudo aportar ocho goles en 39 apariciones.

### Newcastle United
Luego del descenso, Coventry buscó reducir su masa salarial y aceptó una oferta de £6,5 millones del Newcastle United para fichar a Bellamy.Bajo la dirección deBobby Robson formó una prolífica pareja de ataque con su compañero Alan Shearer y al final del campeonato fue elegido mejor futbolista joven del año en Inglaterra.
Tras la marcha de Robson en agosto de 2004, Bellamy tuvo desacuerdos públicos con Graeme Souness, su nuevo entrenador. El 23 de enero de 2005, Bellamy fue descartado para el partido contra el Arsenal, después de que el técnico afirmara antes del partido que había tenido un problema en el muslo. Sin embargo, en el post-partido, se contradijo afirmando que Bellamy había sido excluido porque aún no podía jugar como centrocampista derecho.Dos días después, el galés fue multado con £80.000 por insultarlo.
El 31 de enero de 2005, fue cedido al Celtic para el resto de la temporada, después de que el galés rechazara una transferencia al Birmingham City, acordada por Souness y el presidente.En esta etapa, consiguió su primer trofeo importante después de que el equipo derrotara al Dundee United por 1-0 para obtener la Copa de Escocia.

### Blackburn Rovers
El 7 de julio de 2005, se anunció su traslado al Blackburn Rovers por una tarifa no revelada.En su única temporada, marcó un total de 17 goles, contribuyendo a que el club alcanzara el sexto puesto de la Premier League, logrando volver a llamar la atención de algunos clubes importantes.

### Liverpool
El 20 de junio de 2006, Bellamy fichó por el Liverpool por una tarifa cercana a los £6,5 millones.No obstante, sus primeros meses en el club se vieron ensombrecidos por un proceso judicial a partir de una supuesta agresión a dos mujeres en un bar de Cardiff en febrero de 2006. El caso llegó a los tribunales en noviembre, pero fue desestimado por el juez.
En febrero de 2007, en estado de embriaguez, atacó a su compañero de equipo John Arne Riise con un palo de golf durante una sesión de entrenamiento en el hotel de Portugal. Ambos jugadores fueron multados con dos semanas de salario por parte del club, pero el técnico Rafa Benítez aceptó posteriormente las disculpas de ambos.Aunque el equipo tuvo un final decepcionante en la Premier League, llegó a la final de la Liga de Campeones de la UEFA, donde perdió 2-1 ante el A. C. Milan. Bellamy expresó su frustración por la decisión del entrenador en utilizar a su último suplente en el partido para hacer un cambio defensivo a pesar de ir perdiendo 2-0. Durante el vuelo de regreso a casa, le informó que el club estaba planeando fichar a un nuevo delantero al final de la temporada y que era libre de marcharse de los Reds.

### West Ham United
El 10 de julio de 2007, se hizo oficial su fichaje por el West Ham United que pagó una suma de £7,5 millones para hacerse de sus servicios.Durante esta etapa, comenzó a sufrir artritis que le requirió cirugía y después de jugar en una derrota por 1-0 ante el Wigan en febrero, fue descartado para el resto de la temporada.
Pasó la mitad de la siguiente campaña entrenando con un fisioterapeuta para recuperar su forma física. Sin embargo, una lesión en el tendón de la corva sufrida en un partido de pretemporada interrumpió el inicio de la nueva temporada. En la ventana de transferencias de enero de 2009, fue objeto de una guerra de ofertas entre el Tottenham Hotspur y el Manchester City. El club londinense ofreció una cantidad inicial de £6 millones y finalmente acordó una tarifa con el West Ham, pero Bellamy se negó a presentar una solicitud de transferencia cuando su equipo se lo pidió.

### Manchester City
El 19 de enero de 2009, Bellamy completó su transferencia al Manchester City con un contrato de cuatro años y medio por una tarifa cercana a los £14 millones, reuniéndose con su ex entrenador del Blackburn, Mark Hughes.Sin embargo, con la llegada de Roberto Mancini, llegó incluso a plantearse abandonar el club, lo que no se terminó produciendo a pesar de que las relaciones con el técnico italiano no fueron buenas desde el principio.En agosto de 2010, declaró que temía ser excluido del plantel de 25 hombres del equipo para la temporada 2010-11 de la Premier League e insinuó su retiro.

### Cardiff City
El 17 de agosto de 2010, gracias a las malas relaciones con Mancini, que había pensado en obligarle a dejar el fútbol, fue cedido al Cardiff City.Con los Bluebirds marcó 11 goles en 35 partidos, pero al final de la temporada no fue comprado por el club galés y debió regresar al City.

### Etapa final
El 31 de agosto de 2011, acordó su regreso al Liverpool.Durante su única temporada, hizo apariciones regulares como suplente, pero disfrutó de una estancia prolongada en el primer equipo durante el período navideño después de que Luis Suárez fuera sancionado por insultar racialmente a un oponente.También jugó un papel fundamental de cara a la final de la FA Cup, proporcionando la asistencia para que Andy Carroll marcara el gol de la victoria ante el Everton.En la instancia decisiva de la competencia, fue titular en la derrota ante el Chelsea por 2-1.
En agosto de 2012, inició se segunda etapa en el Cardiff City y firmó un contrato por dos temporadas.En su primera temporada, logró el ascenso a la Premier League por primera vez en 52 años.El 22 de mayo de 2014, tras el descenso inmediato del club al Championship, anunció su retiro como futbolista a los 34 años, sugiriendo su deseo de prepararse para convertirse en entrenador.

## Selección nacional

### Gales
Bellamy debutó con la selección de Gales el 25 de marzo de 1998, sustituyendo a Gareth Taylor en el minuto 57 del partido amistoso disputado contra Jamaica, que acabó con marcador de 0-0. En octubre de 2006, el entrenador John Toshack decidió por primera vez darle la cinta de capitán, después de que Ryan Giggs no estuviera disponible por lesión.Desafortunadamente, su debut como capitán coincidió con una dura derrota por 5-1 contra Eslovaquia, que luego fue compensada por la posterior victoria por 3-1 sobre Chipre.
Tras el retiro de Giggs de la competición internacional el 2 de junio de 2007, se convirtió en capitán de la selección nacional.Tras el último partido de clasificación para el Mundial 2014, en octubre de 2013, anunció su retirada oficial de la selección galesa.En total, ha jugado 73 partidos internacionales y convirtió 19 goles.

### Reino Unido
El 2 de julio de 2012 fue convocado por la selección del Reino Unido para jugar los Juegos Olímpicos de Londres 2012, como uno de los tres jugadores mayores de 23 años.Después de un partido de preparación contra Brasil, el 26 de julio Bellamy anotó el primer gol de Gran Bretaña en unos Juegos Olímpicos desde 1960 en el empate 1-1 contra Senegal.Posteriormente, ayudó a Giggs a marcar el primer gol de la victoria por 3-1 sobre los Emiratos Árabes Unidos en el siguiente partido.El seleccionado británico alcanzó los cuartos de final donde cayeron en la tanda de penaltis ante Corea del Sur.

## Carrera como entrenador
Bellamy regresó al Cardiff City como entrenador de la academia de forma voluntaria.En 2016, fue nombrado director de desarrollo de jugadores del club, supervisando todos los grupos de edad en la academia juvenil del club y entrenando a los equipos de grupos de mayor edad.En enero de 2019, renunció a su cargo para defenderse de una acusación de bullying a un jugador del equipo juvenil.
En junio de 2019, firmó un contrato de tres años para convertirse en el entrenador del equipo sub-21 del Anderlecht tras el nombramiento de Vincent Kompany como entrenador del primer equipo.Más tarde, trabajó como asistente del exfutbolista belga antes de dejar el cargo en septiembre de 2021 alegando problemas de salud mental.En julio de 2022, se reincorporó a él cuando fue nombrado entrenador del primer equipo del Burnley.El 30 de mayo de 2024, después de que Kompany se uniera al Bayern de Múnich, fue nombrado entrenador interino del club.
El 9 de julio de 2024, fue nombrado entrenador de la selección de Gales.

## Clubes

### Como jugador
| Club                  | País       | Año       |
| --------------------- | ---------- | --------- |
| Norwich City          | Inglaterra | 1996-2000 |
| Coventry City         | Inglaterra | 2000-2001 |
| Newcastle United      | Inglaterra | 2001-2005 |
| Celtic (cedido)       | Escocia    | 2005      |
| Blackburn Rovers      | Inglaterra | 2005-2006 |
| Liverpool             | Inglaterra | 2006-2007 |
| West Ham United       | Inglaterra | 2007-2009 |
| Manchester City       | Inglaterra | 2009-2011 |
| Cardiff City (cedido) | Gales      | 2010-2011 |
| Liverpool             | Inglaterra | 2011-2012 |
| Cardiff City          | Gales      | 2012-2014 |

### Como entrenador
| Club               | País  | Año           |
| ------------------ | ----- | ------------- |
| Selección de Gales | Gales | 2024-presente |

## Palmarés

### Como jugador

#### Campeonatos nacionales
| Título                       | Club         | País       | Año     |
| ---------------------------- | ------------ | ---------- | ------- |
| Copa de Escocia              | Celtic       | Escocia    | 2004-05 |
| Community Shield             | Liverpool    | Inglaterra | 2006    |
| Copa de la Liga              | Liverpool    | Inglaterra | 2011-12 |
| Football League Championship | Cardiff City | Inglaterra | 2012-13 |

#### Distinciones individuales
| Distinción             | Año  |
| ---------------------- | ---- |
| Jugador Joven de la FA | 2002 |